# 五莲站
五莲站，位于中华人民共和国山东省日照市五莲县，是胶新铁路上的火车站，建于2003年，由中国铁路济南局集团临沂车务段管辖。

## 車站周邊
- 高泽工业园
- 山东省五莲县农村商业银行

## 歷史
- 建于2003年。

## 外部連結
- 中国铁路客户服务中心（页面存档备份，存于）